# Orissaare
Orissaare es un municipio estonio perteneciente al condado de Saare.
A 1 de enero de 2016 tiene 1827 habitantes en una superficie de 163,02 km².
Comprende la localidad de Orissaare y 36 pequeñas localidades rurales: Ariste, Arju, Haapsu, Hindu, Imavere, Jaani, Järveküla, Kalma küla, Kareda, Kavandi, Kuninguste, Kõinastu, Laheküla, Liigalaskma, Liiva, Maasi, Mehama, Mäeküla, Orinõmme, Pulli, Põripõllu, Randküla, Rannaküla, Raugu, Saikla, Salu, Suur-Pahila, Suur-Rahula, Taaliku, Tagavere, Tumala, Võhma, Väike-Pahila, Väike-Rahula, Väljaküla y Ööriku.
Se ubica al noreste de la isla de Saaremaa, frente a la costa de Muhu.